# Namaquaprinia
De namaquaprinia (Phragmacia substriata) is een zangvogel uit de familie Cisticolidae.

## Verspreiding en leefgebied
Deze soort komt voor in zuidelijk Afrika en telt twee ondersoorten:
- P. s. confinis: zuidelijk Namibië en noordwestelijk en noordelijk Zuid-Afrika.
- P. s. substriata: westelijk en centraal Zuid-Afrika.

## Status
De grootte van de populatie is niet gekwantificeerd maar de soort wordt omschreven als plaatselijk algemeen. Op de Rode lijst van de IUCN heeft deze soort de status niet bedreigd.